# 薛逢
薛逢（？—？），字陶臣，蒲州汾阴县（今山西万荣县）人，唐代诗人。
士族出身，家门屡遭不幸，会昌元年（841年）辛酉科崔岘榜进士第三人，釋褐秘書省校書郎。大中三年（849年），得宰相崔鉉提攜，調任萬年縣尉，後任秘書郎，授弘文館，參與編寫《續會要》。持論鯁切，忤逆权贵，仕途颇不得意。彭城人劉瑑的才华不如薛逢，被薛逢嘲笑，導致劉瑑心生怨恨。大中十二年（858年），任河南府司錄參軍，大中末年，劉瑑升知政事，有人推荐薛逢知制诰，但劉瑑不同意，只好出京为巴州刺史。咸通六年（865年）改绵州刺史。咸通七年（866年），得罪宰相楊收，遷為甘州府錄事參軍，咸通八年（867年），杨收罢相，以太常少卿召还，官给事中，迁秘书监，老弱多病，拄著拐杖上朝，卒於任上。許學夷評論說：“薛逢七言律〈老聽笙歌〉一篇，聲氣亦勝，〈陰風獵獵〉一篇與李郢〈虯鬚憔悴〉相伯仲”。有《薛逢詩集》、《別紙》、《賦集》，均佚。《全唐詩》卷548錄其詩一卷，《全唐文》卷766有文存15篇。育有一子薛廷珪。

## 延伸阅读
[在维基数据编辑]
 在维基文库阅读此作者作品
 《舊唐書·卷190下》，出自刘昫《舊唐書》